# Tratado de Berlín (1878)

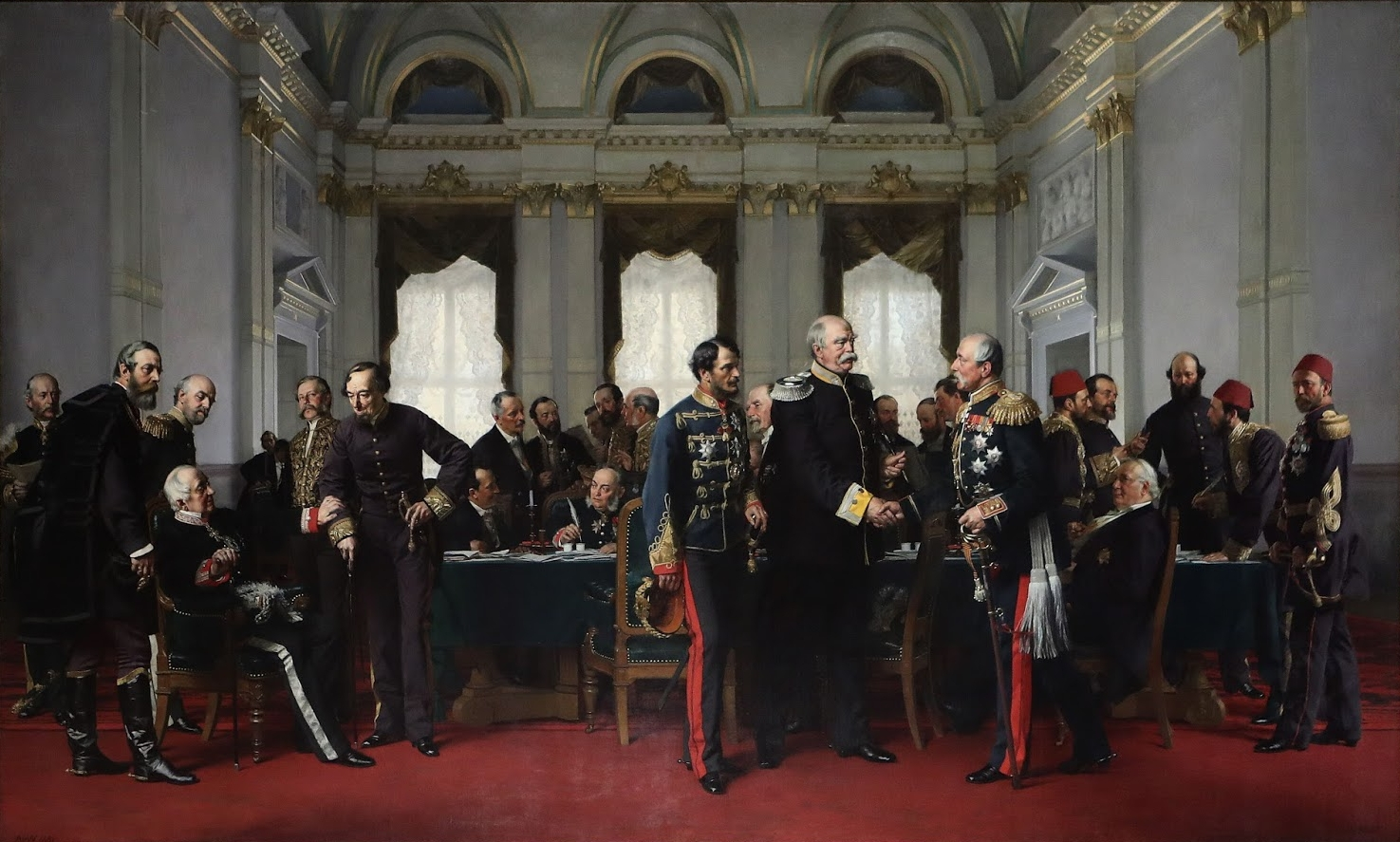
Congreso de Berlín - Anton von Werner

Europa suroriental después del Congreso de Berlín

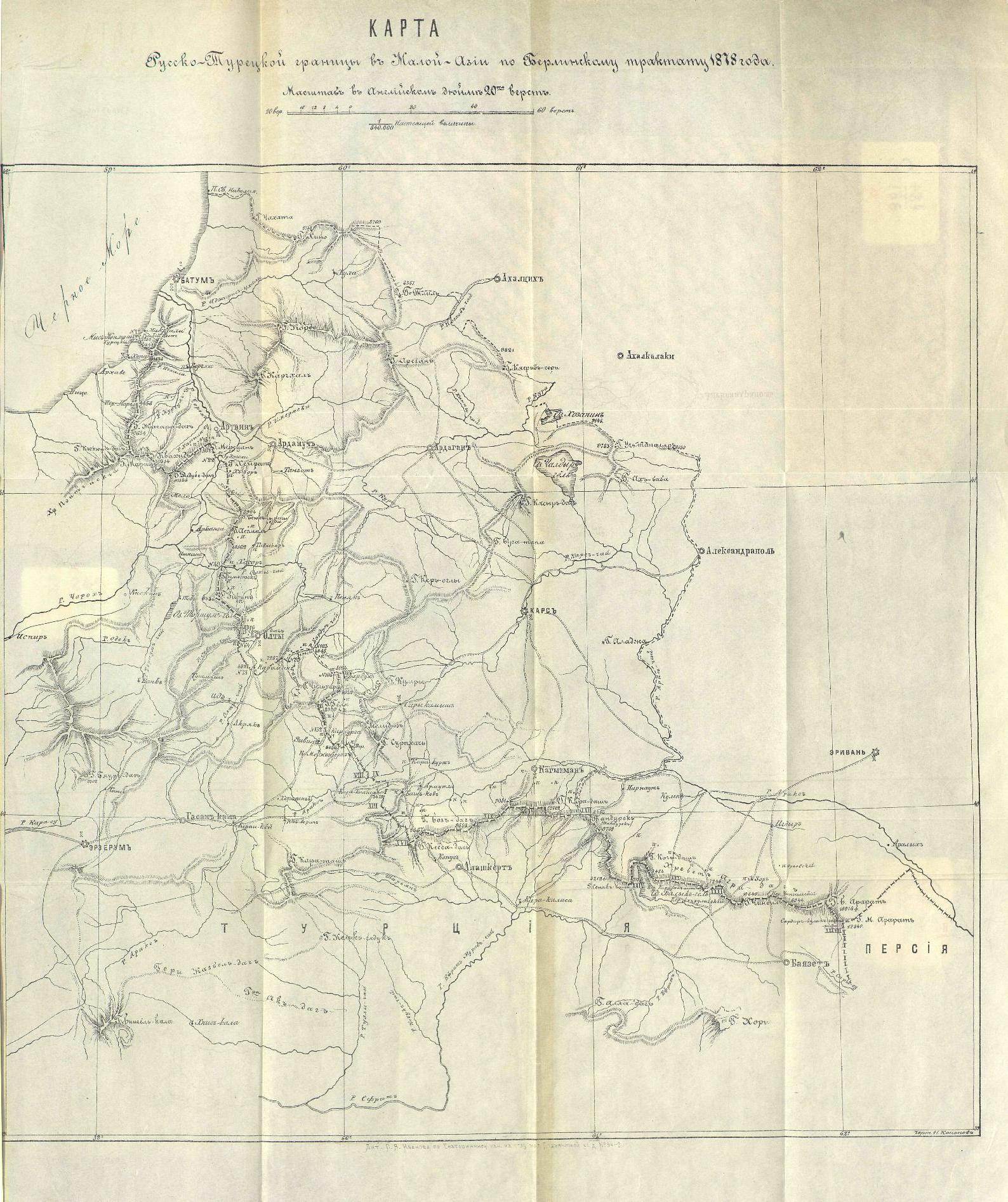
Frontera otomano-rusa tras el tratado de Berlín

El Tratado de Berlín fue el acto principal e inicial del Congreso de Berlín (13 de junio-13 de julio de 1878), por el cual el Reino Unido, el Imperio austrohúngaro, Francia, el Imperio alemán, el Reino de Italia, Rusia y el Imperio otomano del sultán Hamid revisaban el Tratado de San Stefano firmado el 3 de marzo de ese mismo año. 

## Acuerdos
El tratado reconocía la plena independencia de los principados de Serbia (recibe Leskovac, Niš, Pirot y Vranje), Montenegro (obtiene Bar, Nikšić, Plav y Podgorica) y Rumanía, y la autonomía de Bulgaria, que todavía estaba de manera formal bajo la autoridad del Imperio otomano y que fue dividida entre el Principado de Bulgaria y la provincia autónoma de Rumelia Oriental, frustrando así los planes rusos de crear una «Gran Bulgaria» aliada con Rusia. Los territorios búlgaros de San Stefano quedaron repartidos en tres unidades: el principado autónomo, Rumelia con su gobernador cristiano aprobado por las grandes potencias y también autónomo, y Macedonia, que se mantenía plenamente incorporada al imperio.
La provincia otomana de Bosnia-Herzegovina y el sanjacado de Novi Pazar cayeron bajo ocupación militar austro-húngara, aunque formalmente todavía pertenecían al Imperio otomano. Las fronteras trazadas en el tratado permanecieron casi sin cambios hasta las guerras balcánicas de 1912-1913.
Rumanía obtuvo parte de la Dobruya, pero hubo de ceder a Rusia el sur de Besarabia. Rusia recibió también Ardahan, Batum y Kars.
Los tres nuevos Estados independientes se proclamaron reinos (Rumanía el 13 de marzo de 1881, Serbia el 23 de marzo de 1882 y Montenegro el 28 de agosto de 1910), mientras que Bulgaria no proclamaría la plena independencia hasta 1908, después de anexionarse Rumelia Oriental en 1885. Austria-Hungría se anexionó Bosnia en 1908, provocando la crisis de Bosnia, una de las más grandes de Europa. Los territorios balcánicos quedaron defraudados por el tratado, que no satisfizo sus ansias territoriales.
El Tratado de Berlín acordó un estatuto legal especial para algunos grupos religiosos; también sirvió como modelo para el sistema de minorías que se restablecerá más tarde en el marco de la Sociedad de Naciones.
El Tratado también propuso vagamente una rectificación de fronteras entre el Reino de Grecia y el Imperio otomano que se llevó a cabo después de intensas negociaciones en 1881 con la cesión de Tesalia a Grecia.
El tratado reflejó la ruptura de la Liga de los Tres Emperadores y la agudización de la rivalidad austro-rusa en los Balcanes. También supuso la vuelta del Reino Unido a la política continental tras los años de aislamiento del gobierno de William Gladstone.